# Pinus devoniana
Pinus devoniana (сосна мічоаканська) — вид роду сосна родини соснових.

## Поширення, екологія
Країни поширення: Гватемала; Мексика. Його діапазон висот: (700)900–2500(3000) м над рівнем моря. Pinus devoniana росте на різних ґрунтах, часто вулканічного походження. Клімат від помірно-теплого до субтропічного, з річною кількістю опадів 1000—1500 мм; сухий сезон з листопада по травень.

## Опис
Дерева до 20–30 м заввишки і діаметром 80–100 см. Відкрита, широка пірамідальна або куполоподібна крона утворена довгими, розкиданими або висхідними гілками. Кора від червоно-коричневого до темно-коричневого кольору, груба, з віком формуються подовжені пластини, розділених глибокими поздовжніми чорними тріщинами. Голки зібрані в пучки по 5, зберігаються 2–3 роки, (17)25–40(45) см завдовжки, гострі, яскраві, блискуче (темно) зелені. Пилкові шишки циліндричні, 20–40 мм завдовжки, рожево-фіолетові, стаючи світло-коричневими після дозрівання. Насіннєві шишки, як правило, овально-довгасті, коричневі, розмірами 15–35 × 8–15 см у відкритому стані. Насіння яйцеподібне, плоске, розміром 8–10 × 5–7 мм, світло-коричневе, часто з темними плямами. Насіннєвий крила косо-подовжено-овальні, розмірами 25–35 × 10–15 мм, світло-коричневі з темнішими смужками.

## Використання
Деревина локально часто використовується як дрова. Ці дерева не дуже високі, прямі стовбури і часто мають малі низинні гілки. Тому рідко використовується як джерело деревини. Все ж, деревина використовується для виробництва парканів, ящиків, меблів.

## Загрози та охорона
Ніяких конкретних загроз не було визначено для цього виду. Вид був записаний в кількох охоронних територіях.

## Галерея

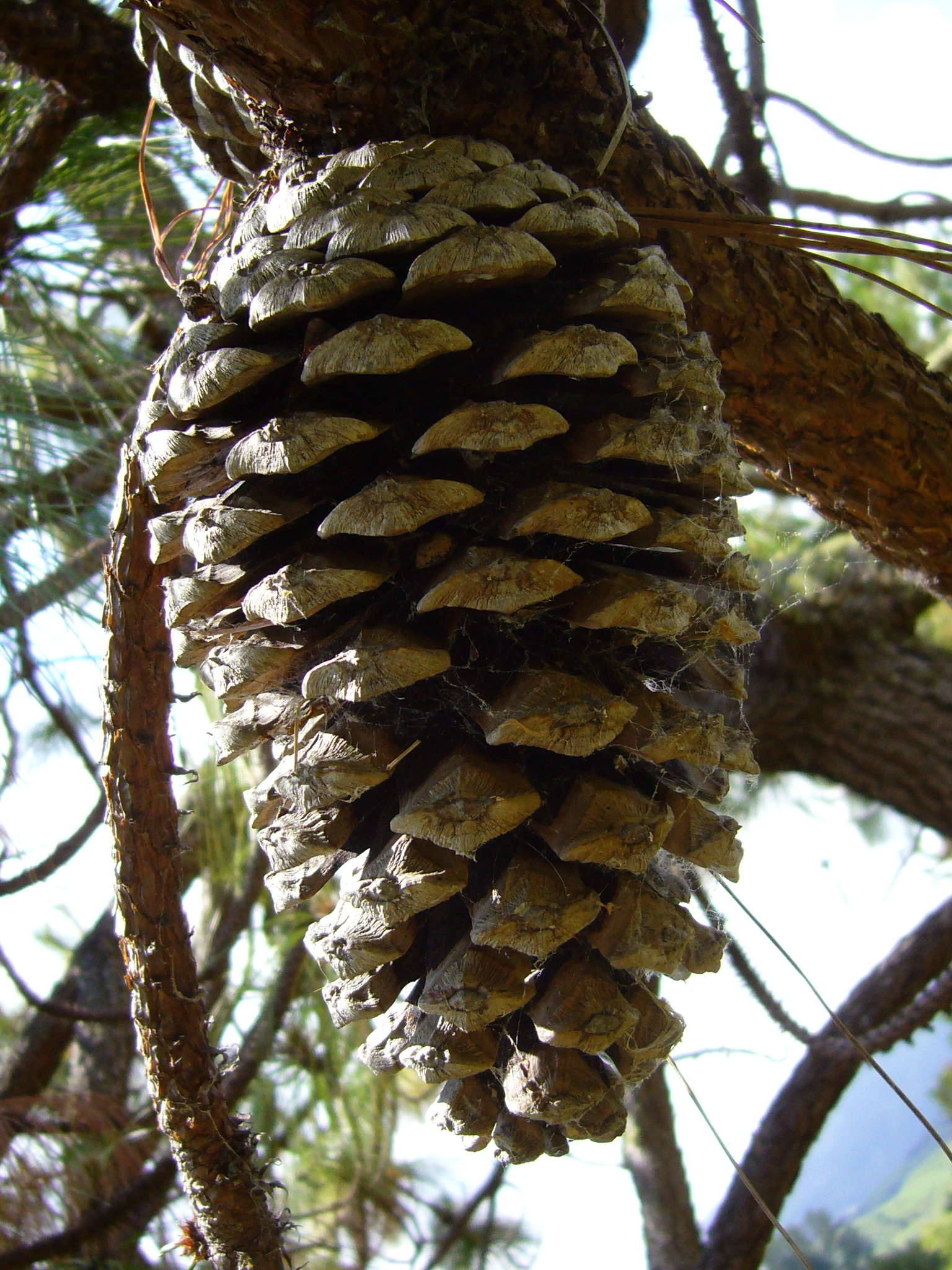
Шишка
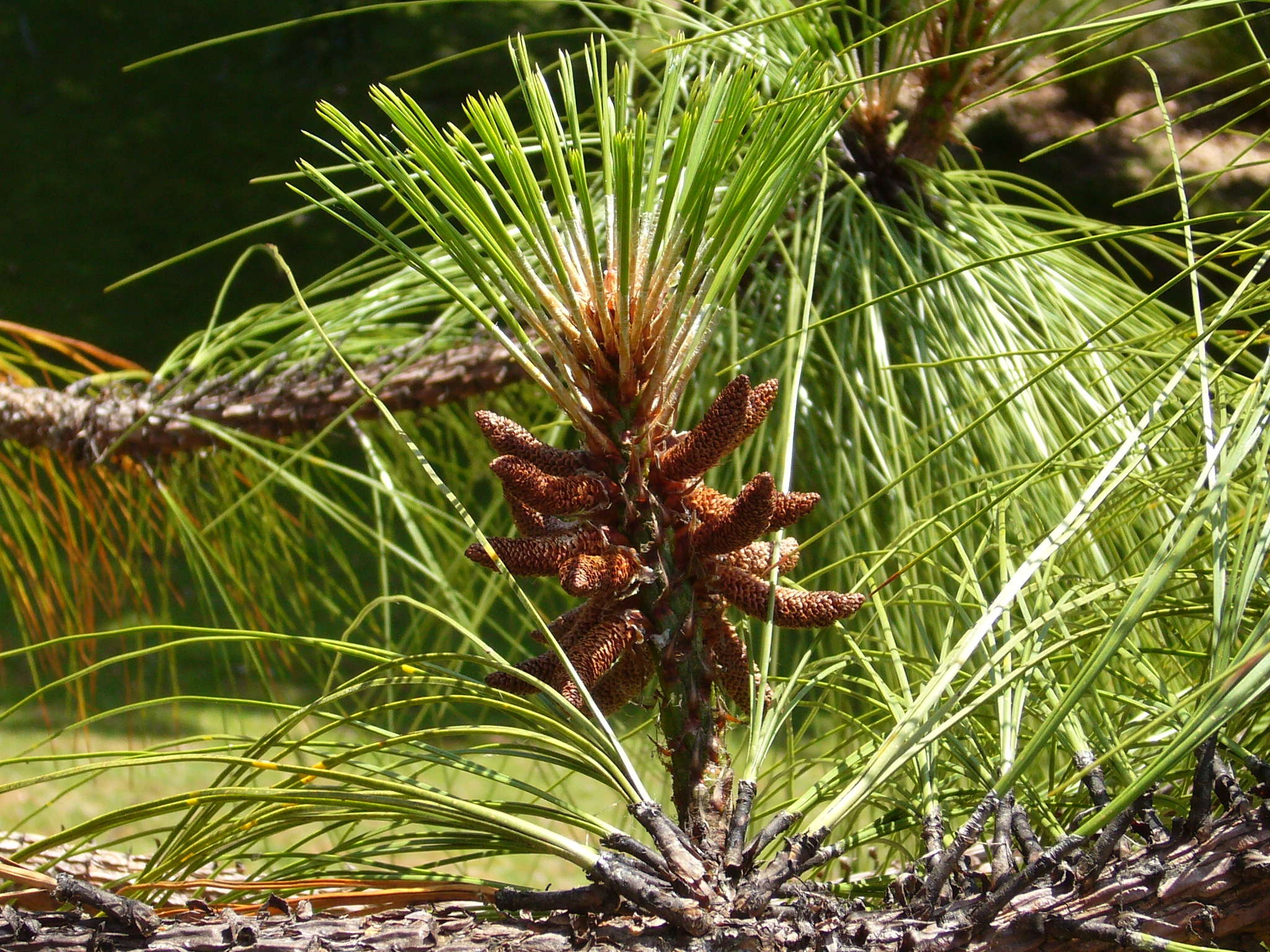
"Суцвіття"
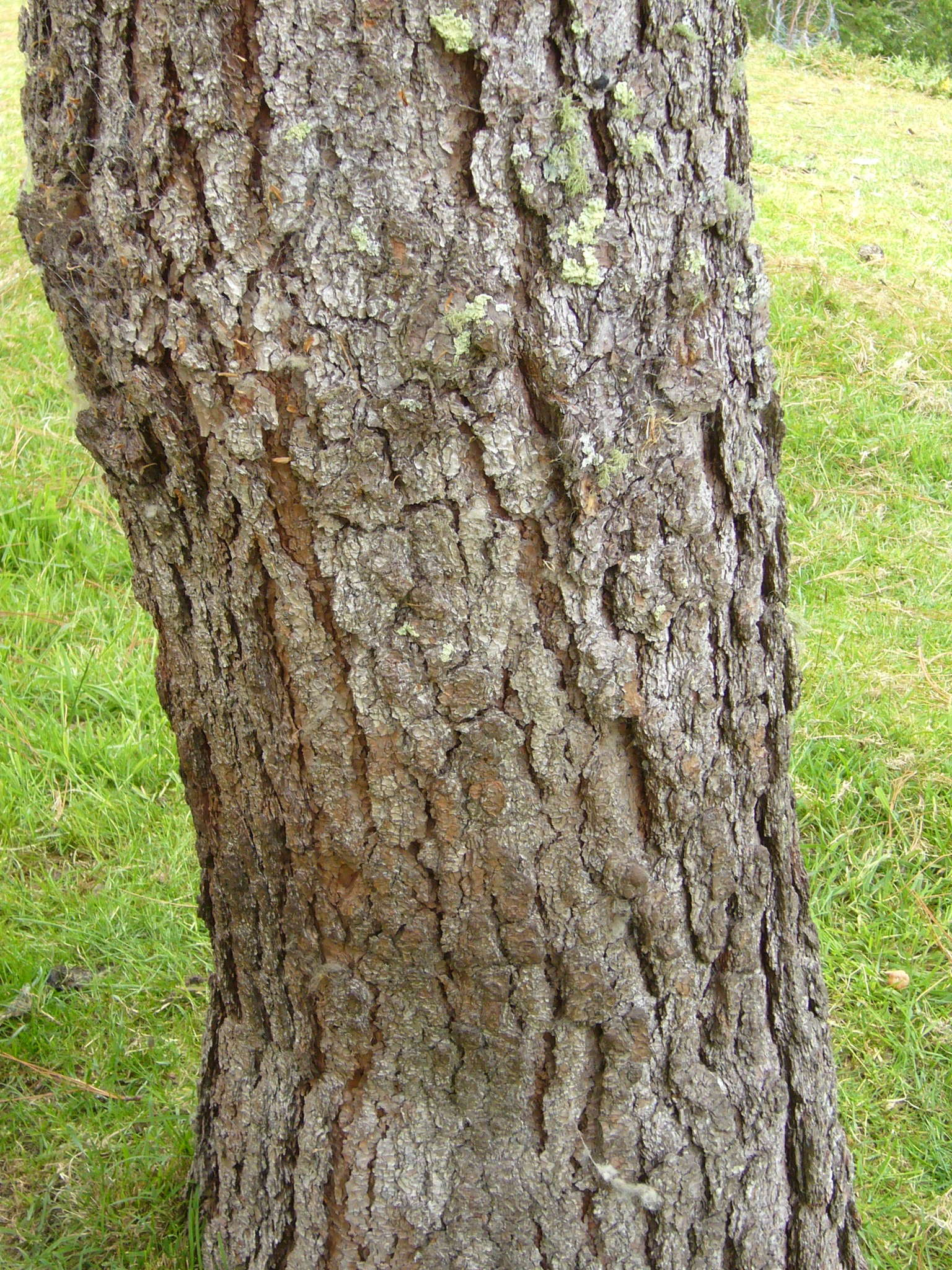
Стовбур
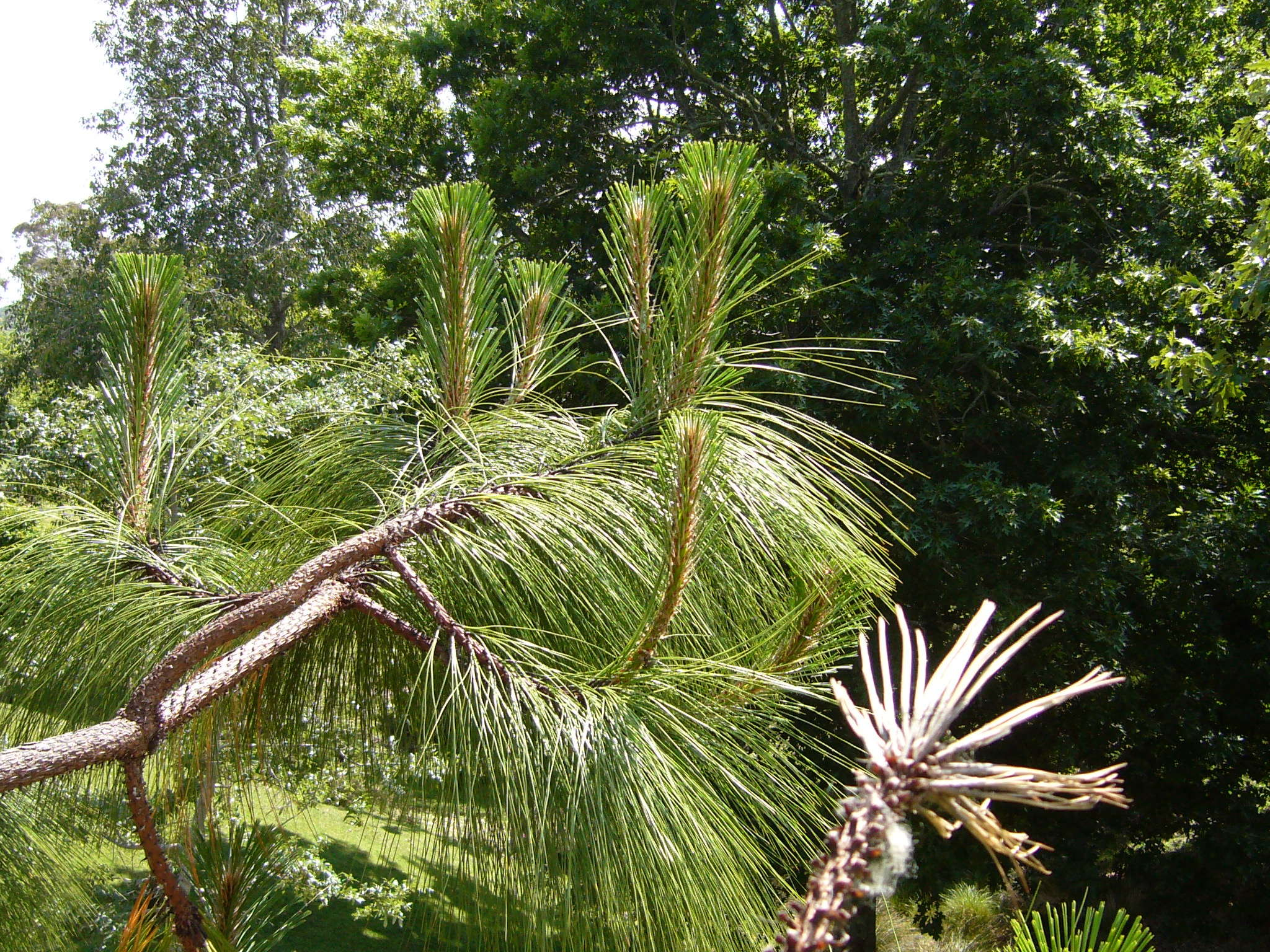
Гілка

| Соснові | Це незавершена стаття про родину соснові. Ви можете допомогти проєкту, виправивши або дописавши її. |